# Nền chính trị rổ thịt
Nền chính trị rổ thịt (còn gọi: chi tiêu rổ thịt) là một thuật ngữ thể hiện sự chê trách hiện tượng các chính trị gia dùng ngân sách nhà nước (hay chi tiêu chính phủ) để mua chuộc các cử tri trong khu vực tranh cử của mình. Nó còn được dùng để chỉ các chương trình hoặc dự án chi tiêu của chính phủ làm lợi cho một số người hoặc vùng địa phương bằng thuế do toàn thể đất nước đóng. Chẳng hạn trợ cấp nông nghiệp ở các nước công nghiệp phát triển chỉ có lợi cho một thiểu số người (vì giai cấp nông dân ở các nước này chỉ còn rất nhỏ), song người dân cả nước phải đóng thuế để chính phủ có tiền trợ cấp nông nghiệp. Nguyên nhân đằng sau hành động trợ cấp này là giai cấp nông dân là một nhóm cử tri rất quan trọng đối với nhiều chính đảng. Quyết định chi tiêu rổ thịt thường được đưa ra vào phút cuối của cuộc thảo luận về phân bổ ngân sách tại quốc hội nhằm mục đích dễ dàng được thông qua.